# 沃爾納特鎮區 (堪薩斯州布朗縣)
沃爾納特鎮區（英語：Walnut Township）為位在美國堪薩斯州布朗縣的鎮區。2010年美国人口普查中該鎮區人口有592人。
沃爾納特鎮區於1872年設立。

## 地理
沃爾納特鎮區涵蓋面積161.86平方（62.49平方英里），境內設有一座城市，即費爾維尤。

### 墓園
根據美國地質調查局的資料，此鎮區擁有6座墓園：
- 公理墓園（Congregational Cemetery）
- 費爾維尤墓園（Fairview Cemetery）
- 艾斯利墓園（Isley Cemetery）
- 蘭伯森墓園（Lambertson Cemetery）
- 聖保羅墓園（Saint Paul Cemetery）
- 謝爾頓墓園（Shelton Cemetery）

### 溪流
通過此鎮區的溪流有：
- 馬爾伯里溪（Mulberry Creek）
- Noharts溪
- 斯普林溪（Spring Creek）

## 人口統計
根據2010年美國人口普查，沃爾納特鎮區人口有592人，人口密度為3.67人/平方公里。種族方面，94.59%為白人；0.84%為非裔美洲人；0.34%為美洲原住民；0.51%為亞洲人；0%為太平洋島民；0%為其他種族；另外有3.72%為混血種族。而西班牙裔美國人或拉丁美洲人佔該鎮區人口的0.84%。

## 外部連結
- US-Counties.com
- City-Data.com （页面存档备份，存于）